# Город Изяслава-Святополка

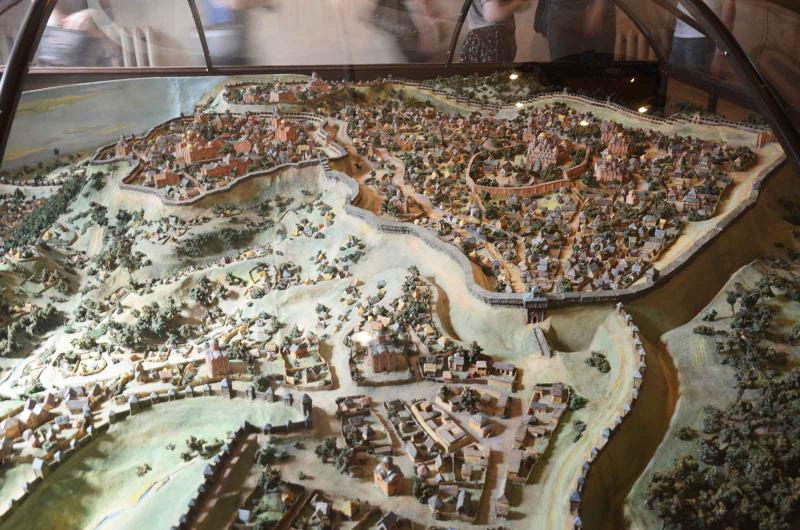
Макет древнерусского Киева. Обнесённый стеной город Изяслава-Святополка у реки на заднем плане за городом Владимира (детинцем)

Город Изяслава-Святополка — используемое в научной литературе условное название одной из укреплённых частей средневекового Киева, которая размещалась на северо-восточном отроге Старокиевского плато — Михайловской горе (ныне верхняя терраса Владимирской горки). Назван в честь великих князей киевских Изяслава Ярославича и Святополка Изяславича. Это был изолированный с трёх сторон мыс с крутыми склонами в сторону Крещатого яра и Днепра. От основного массива Старокиевского плато (за исключением небольшого перешейка) его отделяли два оврага. Один спускался к Крещатому яру на месте современной ул. Михайловской. Другой шёл от Михайловской площади в сторону днепровских склонов (верхней станции современного фуникулёра).

## Исследования
Археологические исследования на месте города Изяслава-Святополка проводили О. Анненков (1838), Ф. Молчановский (1936), М. Каргер (1938, 1948-49), И. Иванцов (1938), Г. Корзухина (1940), В. Харламов (1992-95), Г. Ивакин (1996-99).

## Древнерусская застройка
Территория будущего города Изяслава-Святополка началась осваиваться в X веке. Во второй половине X — начале XI века здесь размещался языческий, позже — христианский могильник. Раскопки 1996—1999 годов обнаружили более 20 курганных захоронений древнерусской эпохи. По количеству найденного инвентаря эти захоронения относятся к самым богатым в Киеве. Во времена великого князя киевского Ярослава Мудрого эта местность вошла в оборонную систему города Ярослава и была обнесена мощными валами. В древнерусское время внутреннего кольца оборонительных валов не было, а защита ограничивалась только оврагами и, вероятно, деревянной оградой. Внутренняя линия валов, которую помещают на реконструкциях древнерусского Киева, была построена только в 1680-е годы — так называемый Михайловский Поперечный вал.
В XI-XIII веках местность была плотно застроена и имела свою уличную структуру. Здесь находились два или три городских монастыря и, вероятно, резиденция великого князя киевского Изяслава Ярославича и его сыновей. Застройка состояла преимущественно из наземных срубных и столбовых-каркасных зданий, принадлежавших к жилым и хозяйственно-ремесленных комплексам. Вещественные находки скорее характерны для городского квартала, а не для монастырской территории. Обнаружены останки ряда ремесленных мастерских, среди которых особый интерес представляет «жилище-мастерская художника», где найдены сосуды для красок, предметы ювелирного искусства, янтарь, набор инструментов. Кроме бытовых и производственных вещей, найдено немало изделий прикладного искусства культового назначения, княжеские актовые печати, византийские и другие монеты. Здесь преимущественно проживало городское население, которое обслуживало светских феодалов и монастыри. На территории «города Изяслава-Святополка» выявлено 13 кладов ювелирных вещей, большое количество монетных гривен, три монументальные резные плиты из овручского шифера с изображением святых-всадников, фрагмент плиты с изображением грифона.

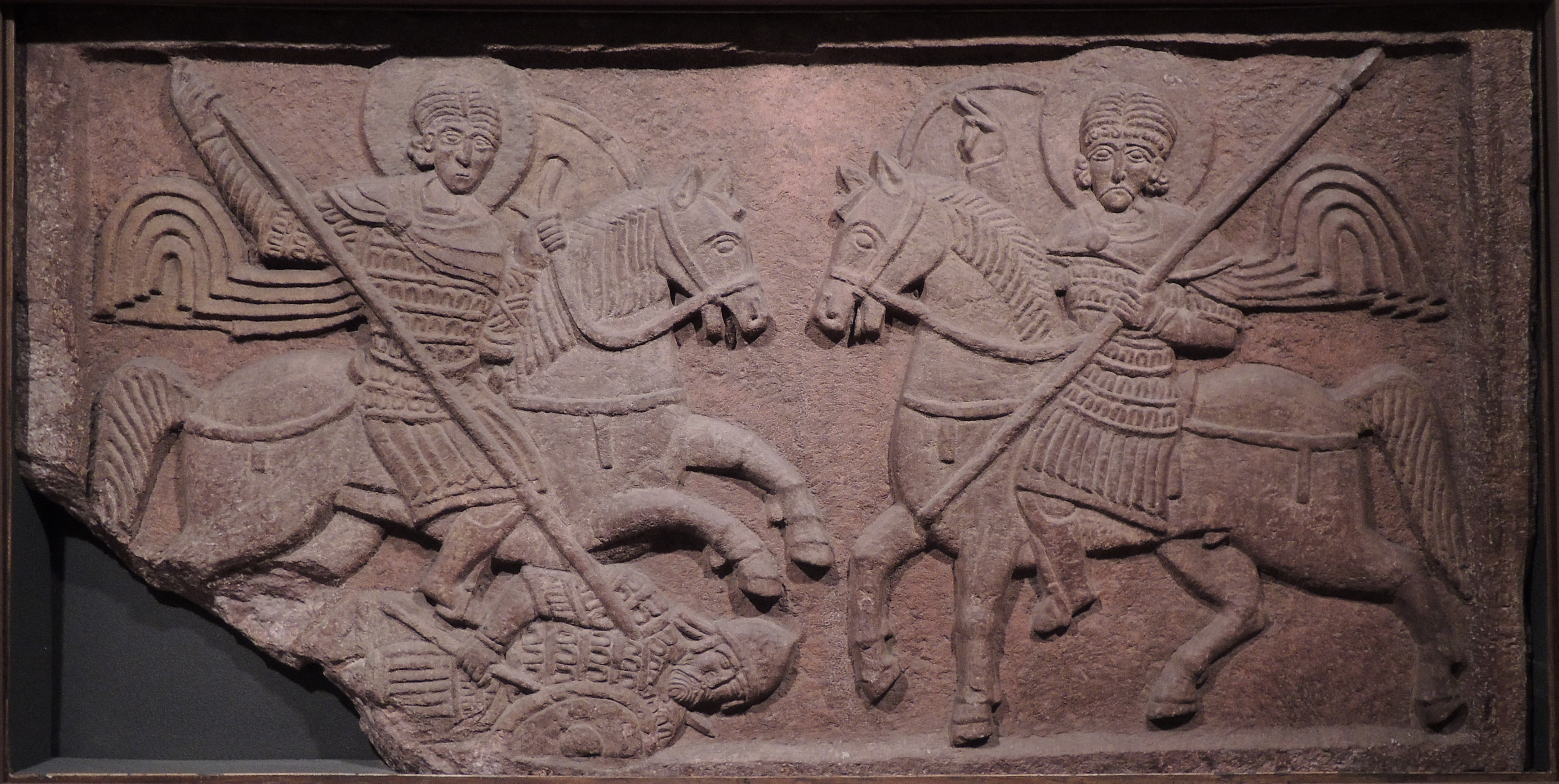
Рельеф с изображением двух всадников (Нестора и Дмитрия). Около 1062 года.

Великий князь киевский Изяслав Ярославич основал на этой территории один из первых древнерусских монастырей в честь своего небесного покровителя св. Димитрия Солунского и около 1062 года построил одноимённый собор. В этом же монастыре старший сын Изяслава Ярополк между 1085—1087 годами основал церковь св. Петра, в которой и был похоронен 1087. Согласно летописи, в 1128 году печерские монахи захватили церковь св. Димитрия и «неправедно» переименовали её в церковь св. Петра. Остатки Димитриевского собора (усадьбы по ул. Трёхсвятительской, 4 и 4а) раскопаны О. Анненковым в 1838 году, частично они фиксировались в 1936 и 1980 годах. Димитриевский яр, по которому проложена современная ул. Трёхсвятительская, проходил мимо этого объекта. Собор был шестистолпным трёхапсидным храмом длиной ок. 28 м и шириной 19,5 м. С северо-запада и юго-запада к собору примыкали пристройки — крещальня и лестничная башня. С двух сторон находились галереи. Был украшен фресковой росписью и мозаикой. Именно к этому собору принадлежат упомянутые монументальные резные плиты с изображениями святых всадников.
Другой сын Изяслава великий князь киевский Святополк в 1108—1113 годах построил один из лучших памятников древнерусской архитектуры — Михайловскую Златоверхую церковь, которая стала соборной церковью богатого и влиятельного монастыря. К юго-западу от собора в 1270—1280-х годах возведена каменная надвратная церковь, которая не упоминается в письменных источниках, но исследована археологически в 1998—1999 годах. Это было небольшое сооружение из двух параллельных пилонов и проезда между ними. В западном пилоне находились лестница на второй ярус и помещения для стражи, а к восточному была пристроена апсида с престолом внутри. На втором ярусе размещалась надвратная церковь, которая внешне была покрыта розовой и белой штукатуркой, украшенная фресковой росписью и мозаичным образом или иконой. На фреске сохранились древнерусские граффити. Внешние размеры: длина вдоль проезда — 8,4 м, ширина — 10,8 м. В кладке плинфой верхних частей ворот — следы ремонта из пальчатого кирпича. К воротам подходила мощная деревянная ограда. Разрушена, вероятно, во 2-й половине XIII века. Её остатки ныне перекрыты защитным павильоном. После восстановления Киевской православной митрополии в 1620-30-х годах Михайловский Златоверхий собор стал резиденцией митрополитов. В XVIII веке был перестроен в стиле украинского барокко .

## Захоронения
В разное время на территории собора были похоронены князья Святополк Изяславич (1113), Святополк Юрьевич (1190), Глеб Юрьевич (1196), митрополиты (Иов Борецкий) (1631), (Исайя Копинский) (1640), в 1930-х годах здесь хранились мощи св. Варвары великомученицы (впоследствии в Андреевской церкви, ныне — во Владимирском соборе).

## Застройка послемонгольской эпохи
Археологические исследования 1996-99 годов показали, что жизнь на территории «города Изяслава-Святополка» не прерывалась и после Батыева нашествия. В ходе раскопок обнаружены объекты XIV—XVIII веков с различными находками. После XIV века Михайловский Златоверхий монастырь расширился почти на всю территорию бывшего города Изяслава-Святополка. С тех пор и сама гора стала называться Михайловской.
В 1935—1937 годах Михайловский Златоверхий собор, колокольня монастыря и часть других сооружений были уничтожены. Перед разрушением собора часть фресок и мозаик его отделки удалось музеефицировать. В 1998—2002 годах собор, колокольня и экономические ворота с частью стен были восстановлены.
С 1965 года территория «города Изяслава-Святополка» является заповедной археологической зоной государственного значения.